# Cullen Bloodstone
Cullen Bloodstone es un personaje ficticio que aparece en los cómics estadounidenses publicados por Marvel Comics.

## Historial de publicaciones
Bloodstone apareció por primera vez en el número 1 de la serie Avengers Arena como parte del evento Marvel NOW!, y fue creado por Dennis Hopeless y Kev Walker.
Cullen Bloodstone aparece como uno de los personajes principales en Avengers Undercover a partir de 2014.

## Biografía del personaje ficticio
Cullen Bloodstone es el hijo de Ulysses Bloodstone y el hermano menor de Elsa Bloodstone. Cuando Cullen tenía 10 años, Ulysses Bloodstone lo llevó a una dimensión alternativa. Ulysses dejó a Cullen solo en la dimensión para demostrar su valía como Bloodstone. Planeaba recuperar a Cullen al día siguiente, pero debido a su muerte prematura, Cullen estuvo atrapado en la dimensión durante más de 2 años (27 meses). Cullen de alguna manera regresó a su mundo y fue encontrado por su hermana (quien pensó que estaba en un internado). Sin embargo, estaba poseído por una criatura desconocida y tuvo que ser detenido por Elsa. Para mantener su "oscuridad" en secreto, Elsa le dio un anillo de Bloodstone que también aumenta su fuerza. Elsa luego lleva a Cullen a la Academia Braddock para asistir a la escuela secundaria.
Bloodstone es uno de los dieciséis adolescentes secuestrados por Arcade que los obliga a luchar entre ellos hasta la muerte en su última versión de Murderworld. Forma parte del grupo de la Academia Braddock (formado por Apex, Kid Briton, Anachronism y Nara) al que se une Death Locket a pesar de las amenazas de muerte de Kid Briton y Nara. Death Locket comenzó a vincularse con Apex cuando ella le presenta al resto de la Academia Braddock. Hay discordia en las filas de la Academia Braddock cuando Anachronism y Kid Briton entran en una discusión. Un terremoto luego separa Bloodstone y Anacronismo de Apex, Nara, Kid Briton y Death Locket. Nara, Anachronism y Bloodstone logran sobrevivir cayendo en el abismo y llegan a la conclusión de que Apex está manipulando a Death Locket y Kid Briton para sus propios fines. El trío es teletransportado por Arcade al caché de suministros en el Cuadrante 2 justo cuando llegan Apex, Death Locket y Kid Briton. Nara y Apex comienzan a discutir y Apex confirma que ella fue quien ordenó a Death Locket que atacara a Nara. Kid Briton intenta intervenir mientras Nara continúa llamándolo un "títere débil". Un niño británico furioso intenta matar a Nara por insultarlo solo para ser decapitado por anacronismo.
Después de ser lastimada por Apex, Nico se sacrifica al quedarse para poder salvar a los otros sobrevivientes. Los héroes adolescentes restantes alcanzan a Reptil y Hazmat y están invitados a comer filetes de tiburón con ellos. Cullen Bloodstone se enfrenta a Reptil sobre su campamento en la playa mientras estalla una guerra en otra parte. Cammi interviene para estar de acuerdo con Cullen Bloodstone antes de decir que se dirige a buscar a Nico o vengarla. Reptil regresa para sacar a Hazmat de su funk. Todos aceptan volver a Murderworld.
Bloodstone, Cammi, Anachronism y Nara pronto se separan de Reptil, Hazmat y X-23. Pronto arremete contra Aiden y Cammi. Cuando Aiden y Nara se van, Bloodstone reveló su pasado a Cammi. Aiden y Nara son vistos siendo atacados por una salvaje X-23, durante el tiempo en que Nara le revela a Aiden que cree que Cullen es gay y está enamorado de él (los celos explican su comportamiento antagónico a Nara). Cullen decide quitarse el anillo y luchar contra X-23 en su forma inestable. Dejando a Aiden, Nara y Cammi en el medio. Cullen derrota con éxito a X-23, pero ahora es salvaje y está fuera de control. Él es impermeable a la magia mejorada de Nico Minoru, así como la forma Darkhawk de Chase Stein. Nara fue al mar para recuperar el anillo, y luego lo tocó contra la piel de Cullen, dejándolo sin poder y desnudo, pero Nara recibió heridas graves y murió poco después en los brazos de Anacronismo. Cuando Cullen, todavía desnudo, se acerca al anacronismo para ofrecer simpatía, el anacronismo luego corta y golpea a Cullen en un ataque de ira, hiriendo gravemente a Cullen, y Cammi tiene que terminar la pelea.
En las páginas de Avengers Undercover, Cullen Bloodstone ha estado descubriendo el paradero de Arcade y descubre que está en Bagalia. Se dirige a Bagalia para infiltrarse en los Maestros del Mal y encontrar al Arcade, y Deathlocket, Chase Stein, Hazmat, Cammi y Anacronismo lo siguen allí. Una vez que encuentran Bloodstone, él revela que disfruta la vida entre los villanos, y los demás, menos Cammi, comienzan a disfrutarla también. Cuando Cammi intenta decirle a los demás que se vayan, Bloodstone hace que Daimon Hellstrom se teletransporte al grupo a la última fiesta de Arcade para que puedan matarlo. Cullen luchó junto a Nico y Death Locket para desactivar las habilidades de Arcade. Lograron que el grupo derrotara a Arcade y que Hazmat lo matara. Mientras escapaba de la mansión de Arcade, el equipo fue capturado por S.H.I.E.L.D. Cullen fue reprendido por su hermana. El equipo fue "rescatado" por Daimon Hellstrom y regresó a Bagalia. Fueron invitados a la Torre Zemo, donde el Barón Zemo invitó a los adolescentes a unirse a los Maestros del Mal. Cullen aceptó voluntariamente la oferta de Zemo. Cuando el resto del equipo advirtió a los Vengadores sobre los planes de los villanos, Hellstrom usó un Halo del Fuego Infernal para controlar al monstruo Glartrox de Cullen para que luchara contra Anacronismo. Mientras Nico luchaba contra Hellstrom, Anacronismo se enfrentó al Glartrox en un intento por alcanzar la humanidad de Cullen. Cullen venció a su monstruo y besó a Anacronismo, para sorpresa de este último. Después de la batalla, el equipo, incluido Cullen, se reunió con miembros de la Academia Runaways y Vengadores para descansar y relajarse.
Cullen finalmente conoció a su hermana perdida Lyra. Lyra usó su gema nula para desterrar el Glartrox de Cullen para él. Cullen expresó interés en encontrar algo más apropiado para vincularse con lo que él controla.

## Poderes y habilidades
Debido al anillo de Bloodstone, Cullen posee habilidades sobrehumanas similares a las de su padre Ulysses Bloodstone y su hermana Elsa Bloodstone. Es sobrehumanamente fuerte y duradero, tiene una resistencia, agilidad y reflejos superiores a lo normal. Cullen también es capaz de regenerarse rápidamente de cualquier daño que haya sufrido.
El anillo de Bloodstone también le impide transformarse en la forma de una criatura de otra dimensión llamada Glartrox (una criatura que puede engullir el alma de su huésped y alimentarse de la ira y el miedo del huésped para volverse más poderoso). Mientras entrenaba con Daimon Hellstrom, el Hijo de Satanás, Cullen ganó la capacidad de producir y manipular piezas del Glartrox, como tentáculos, de sí mismo. Con la ayuda del Anacronismo, fue capaz de dominar y suprimir el Glartrox por pura fuerza de voluntad.
Cullen ha demostrado un alto grado de puntería con armas de fuego.